# 图佳铁路
图佳铁路自吉林省图们市至黑龙江省佳木斯市。全长580.2千米，由牡图铁路、牡佳铁路两部分组成。是连接吉林省和黑龙江省东部的铁路通道，沿线重要市县有图们市、汪清县、宁安市、牡丹江、林口县、勃利县、桦南县、佳木斯市等。目前分属沈阳局集团和哈尔滨局集团管辖。

## 线路
线路总长度180.1公里，其中正线146.3公里、站线30.4公里、段管线1.6公里、岔线1.0公里、特别用途线0.8公里；最大坡道22.6‰；最小曲线半径300米；有桥梁55座、2876米；隧道7座、5243米；涵渠184座、3429米。
图佳线四次上跨牡丹江——分别是宁安铁路大桥、温春铁路大桥、海浪铁路大桥、桦林铁路大桥。均为钢筋混凝土墩台上承钢板梁桥，孔长20米。

## 历史

### 缘起
1927年，中国政府曾计划修建这条铁路。因筹措资金困难未能实施。1927年10月，南满洲铁道株式会社第十任社长山本条太郎在北京与张作霖交涉达成《满蒙新五路协约》，日本获得修筑延海铁路权（延吉-海林）。1928年5月13日正式签订承建合同，约定在3个月内实施。1928年6月4日，张作霖在皇姑屯附近被日本关东军炸死。以后，延海铁路施工被搁置。山本条太郎多次交涉，张学良均以“不符民意”为由予以拒绝。
1933年8月20日，满铁与满洲国交通部签署《图们、佳木斯外五路修筑借款及委托经营契约》。在勘察设计中，起点由延吉改在图们，终点由海林改在宁北，使图宁线成为东北与日本水陆运输捷径，是日本加紧军事侵略和掠夺中国资源的干线铁路。

### 筑路

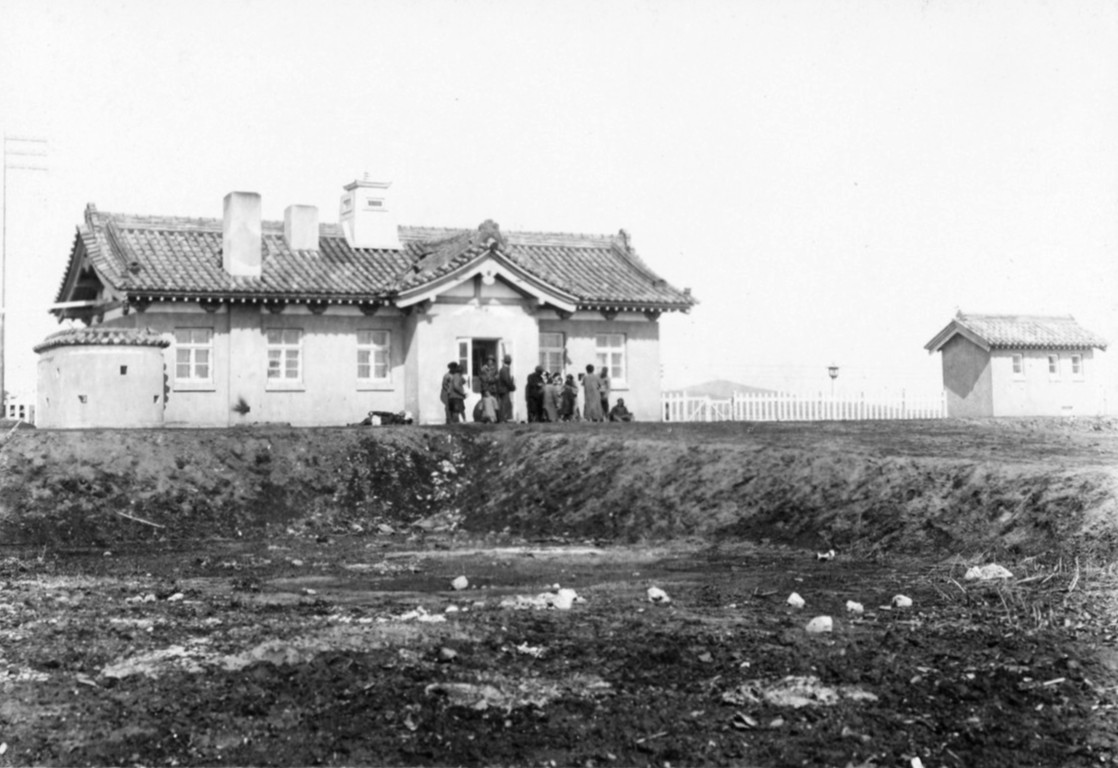
彌榮驛（1936年）

日本侵占东北三省后，为了外运东三省东部的煤炭、木材等资源下海运往日本本土，需要建筑从佳木斯经牡丹江、图们到朝鲜的罗津、清津等港口的铁路线。在这一历史背景下，图佳线分三段建成。
第一段是牡图线（图们到牡丹江）。1932年3月选线，10月勘测完毕。1933年6月“满洲国铁路株式会社”动工修筑。1933年7月20日，开始修建穿越吉黑两省省界老爷岭的长1900米的北老松岭隧道，1934年11月15日隧道竣工。从1933年10月16日至1934年12月10日完成牡图线铺轨。1935年7月1日正式营业。
第二段是牡林线（牡丹江至林口长110千米）。1934年1月测勘完成。1934年3月分4个区段开工。1934年12月21日开始由牡丹江向林口铺轨，1935年4月16日铺通。1935年7月10日试运营。1936年7月1日正式运营。1936年10月1日设立牡丹江铁道局。
第三段是林佳线（林口至佳木斯）。林口至勃利段于1934年10月勘测完毕。1935年5月开始施工。1935年10月1日由林口站向佳木斯铺设钢轨，1935年12月中旬铺至勃利站。勃利至佳木斯段1935年2月勘测完毕，1936年12月10日钢轨铺至佳木斯。至此图佳线全线铺通。1937年1月15日林佳线试运营业。1937年7月1日林佳线正式运营。
1941年，建成图们至新兴站间30公里复线。
图佳线全线通车后，日本当局把东北东部地区的资源，如当地的大豆、鹤岗煤炭、沿线小兴安岭与长白山的木材，经图门出境运往日本本土。同时，日本向图佳线沿途的千振（现在的桦南镇）、弥荣（现在的孟家岗镇）等地移民。围绕着图佳线的建设与运营，东北抗日联军与日满当局展开了持续的激烈战斗冲突。
1941年12月7日太平洋战争爆发之后，军运列车大量增加，商运列车相对减少。
1945年8月，日本侵略者在战败溃逃时炸毁6、29、54、71公里处4处大桥各1孔及宁安、曲江、海浪大桥，烧毁三道沟、大兴沟间4站的站舍、给水所、住宅建筑物，全线运输陷于瘫痪。
九三胜利后，图们地区铁路职工昼夜奋战，于1946年9月全线修复通车。
1958年，牡丹江铁路管理局在牡丹江至林口区段开始复线扩建，1962年因国家压缩基本建设而停建下马。1982年，国家把牡林区段复线建设及配套改造纳入计划，以增大鸡西、七台河煤炭外运能力。1985年5月，哈尔滨铁路局开始牡林线复线建设。1992年牡林线复线建成运营。

### 改造扩建

#### 桥涵
1938年，洪水将30公里处大桥一侧路基冲毁140米，后将原8孔桥增为12孔并加高墩台。71公里处大桥由原5孔增为8孔。
1940年，将84公里处原10米小跨度钢梁拆除，改为16和20米跨度钢梁。
1960年8月23日，发生严重水害，线桥设施被洪水冲毁，经全力抢修于9月20日恢复通车，中断运输28天。1961年，对抢修的临时性桥进行永久性恢复，89公里处大桥扩建3孔，113公里处大桥扩建2孔，其余6座大桥恢复原状。此外，还完成1座700米隧道衬砌更换，1座460米隧道衬砌喷锚加固。

#### 钢轨、轨枕
1978～1981年，完成图们、鹿道段换轨大修工程，将每米40公斤钢轨更换为43公斤钢轨104公里，50公斤钢轨42.3公里。同时将木枕更换为钢筋混凝土轨枕。

#### 通信信号
1975年起，全线统一采用64D型继电半自动闭塞和CZH—型电话集中机。1979年实现全线车站通电。

#### 站场
1956年，老庙站由弯股行车改直股行车。
1978年，图们站场改造时改造牡图线部分站线至800米。1981年各站正线道岔全部由40B10号改为P50型12号，到发线岔由40B8号改为P43型9号。先后扩建了石岘、新兴、汪清、鹿道等8个车站旅客候车室、站台等。

#### 改线
1938年夏，嗄呀河3、4号桥梁、桥台、路基被洪水冲毁。
1939年，21·8公里至27公里改线5.2公里，原线废弃，1943年夏，洪水将庙岭、天桥岭间80和82公里处两座桥梁冲毁，后将这段线路改在庙岭站北侧沿河铺设，原线废弃。
1946年，将合水、新兴间33·7公里并行线拆除，钢梁用于抢修宁安、牡丹江间大桥。1949年，利用原并行线路基将23公里1处反向曲线改成直线。

### 开行动车
汪清至图们铁路扩能改造（汪清至延吉开行动车组）工程计划将牡图铁路(汪清-图们段)改造为时速160公里设计标准的单线电气化快速铁路，总投资估算约18.8亿元。改造后线路全长45.76公里，其中新建线路29.44公里，利用既有线路16.32公里。另含图们北站至河口线路所联络线4.61公里；改造车站3座，新建线路所1座。线路改造后，列车旅行时速显著提升，汪清至延吉将由2个小时缩短为50分钟左右。目前项目已纳入国家“十四五”现代综合交通运输体系规划、国家“十四五”铁路专项规划和2022年国铁集团勘察设计计划，力争在“十四五”期间建成通车。